# Homo gautengensis

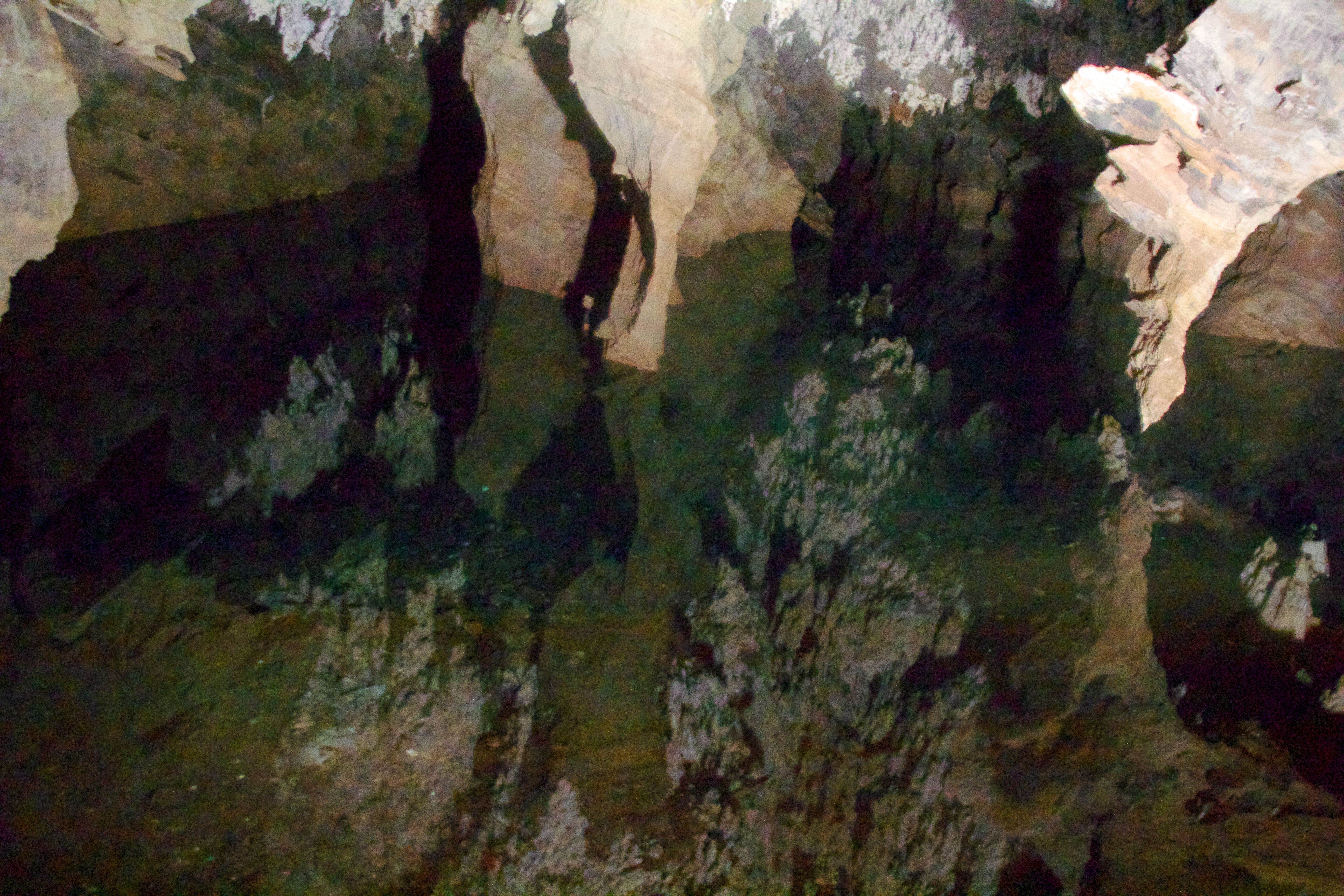
Hang động Sterkfontein,nơi khai quật Homo Gautengensis và được mệnh danh là "Cái nôi của loài người"

Homo gautengensis là một chủng người Hominin được nhà nhân sinh học Darren Curnoe đề xuất năm 2010. Loài này gồm hóa thạch của Hominin Nam Phi là một loài Hominin đề xuất bởi nhà nhân loại học sinh học Darren Curnoe trong năm 2010. Các loài gồm trước đây từng được gán với chủng Homo habilis,Homo ergaster, hoặc trong một số trường hợp Australopithecus và được Curnoe tin là loài đầu tiên trong chi Homo.
Những phân tích được công bố vào tháng 5 năm 2010 về một hộp sọ được tìm thấy vài thập kỷ trước đó trong hang động Sterkfontein của Nam Phi ở Gauteng, gần Johannesburg đã xác định được loài,với cái tên Homo gautengensis đặt bởi nhà nhân chủng học, tiến sĩ Darren Curnoe của Trường Sinh học, Môi trường học và Trái đất học UNSW. Loài này đã được Lee Berger và các đồng nghiệp coi là một chủng loài không hợp lệ vì nó mâu thuẫn với cách giải thích của họ về Australopithecus sediba. Hóa thạch đầu tiên của loài được phát hiện vào những năm 1930 bởi Broom và Robinson, và hộp sọ hoàn chỉnh nhất (loài holotype Stw 53) đã được phục hồi vào năm 1977 và đã được cho là thuộc về loài Homo habilis. Các mẫu vật đã được bàn luận trong nhiều tài liệu tham khảo như một loài nhỏ thuộc A. africanus, nhưng hầu hết các phân tích coi nó thuộc về Homo, và một số đã cho rằng đó là một giống loài mới dựa trên mô tả của Curnoe.